# Козловский, Василий Иванович
Василий Иванович Козловский (1920—1997) — полковник Советской Армии, участник Великой Отечественной войны, Герой Советского Союза (1944).

## Биография
Василий Козловский родился 21 февраля 1920 года в селе Молчановка (ныне — Ракитнянский район Киевской области Украины). С 1932 года вместе с семьёй проживал в городе Макеевка, где окончил десять классов школы и аэроклуб. В 1940 году Козлов был призван на службу в Рабоче-крестьянскую Красную Армию. В 1941 году он окончил Тамбовскую военную авиационную школу пилотов. С июля 1942 года — на фронтах Великой Отечественной войны.
К апрелю 1944 года капитан Василий Козловский командовал эскадрильей 810-го штурмового авиаполка 225-й штурмовой авиадивизии 5-й воздушной армии 2-го Прибалтийского фронта. К тому времени он совершил 103 боевых вылета на штурмовку скоплений боевой техники и живой силы противника, нанеся тому большие потери.
Указом Президиума Верховного Совета СССР от 19 августа 1944 года капитан Василий Козловский был удостоен высокого звания Героя Советского Союза с вручением ордена Ленина и медали «Золотая Звезда».
В 1953 году Козловский окончил Военно-политическую академию. В 1960 году в звании полковника он был уволен в запас. Проживал в Москве. Скончался 4 января 1997 года, похоронен на Троекуровском кладбище Москвы.
Был также награждён тремя орденами Красного Знамени, орденом Александра Невского, двумя орденами Отечественной войны 1-й степени, орденом Красной Звезды, рядом медалей.